# Norveška gozdna mačka
Norveška gozdna mačka ali Norsk Skogkatt je avtohtona pasma domačih mačk skandinavskega polotoka.  Ta vrsta mačk je zelo popularna na Norveškem, Švedskem, Islandiji in Franciji. Življenjska doba Norveške gozdne mačke je 14 do 16 let. Po svoji obliki je zelo podobna ameriški pasmi mačk Maine coon. Tu se je pojavila pred več kot 500 leti. Zgodovina jo povezuje z Vikingi. Dejansko zgleda, da je ljudstvo udomačilo močno gozdno muco in jo vzdrževalo  v bližini svojih domov in kmetij, da bi branila hišno shrambo pred lakoto nenasitljivih miši. Zaradi istega razloga so Norveške gozdne mačke sledile Vikingom tudi  med plovbo po severnih morjih, da bi branile dragoceno hrano pred sovražnimi glodalci.

## Zgodovina
To popolnoma naravno pasmo omenja tudi  nordijska mitologija. Skandinavska boginja ljubezni in plodnosti Freyja je tavala  po svetu in  iskala svojega moža Óðka. Med tavanjem se je vozila na vozu, ki sta ga  vlekli dve srebrni dolgodlaki Norveški gozdni mački.
Skandinavski bog groma, Thor, pa je meril svojo moč z vzdigovanjem te velike in težke mačke.
Prvič je Norveško gozdno mačko omenil danski duhovnik in prirodoslovec  Peter Clausson Friis leta 1559,  ko je opravljal raziskavo z namenom da razdeli  rise v tri skupine: ris volk, ris lisica in ris mačka.
Leta 1835 je izšla zbirka povesti in pesmi  Norske Folkeeventyr (norveške ljudske pravljice),  ki sta jo zbrala pisatelj Peter Christen Asbjørnsten in pesnik Jørgen Moe. V to zbirko sta prepisala starodavne folkloristične skandinavske legende, v katerih se  pogosto pojavi mačka Norvežanka.
Najsmešnejša, verodostojna novica  o tej mačji pasmi se  nanaša na  uživanje zaupanja  pri danski vladi.  Dejansko so do leta 1965, ko so iz uradnih registrov zbrisali  mačje storitve,  bile Norveške gozdne mačke zaposlene pri danski pošti, kjer so stražile v skladiščih in na ladjah ob prevozu visoko vrednega blaga.
Norveška gozdna mačka je od leta 1965 pod zaščito norveške države, saj so do takrat prosto živeče mačke pobijali zaradi kvalitetnega krzna.

## Norvežani se zavedò njihove posebne dediščine
Leta 1930 so zaradi zapustitve podeželja in udomačitve Norveške gozdne mačke prebivalci skandinavskega polotoka opazili, da so se iz  parjenja z navadnimi hišnimi mačkami kotili samo  kratkodlaki mladiči. To zato, ker je gen kratkodlakega kožuha dominanten. Tipičen kožušček Norvežanke je postajal zaradi teh genetskih faktorjev vedno redkejši.
Že pred drugo svetovno vojno so Norvežani predstavili na razstavi v Oslu leta 1938 enega izmed predstavnikov  njihove gozdne muce. Po vojni je nekaj občudovalcev načrtno nadaljevalo z dejanji za ohranitev pasme. Uporabili so najbolj primerne in najboljše muce ki so jih imeli na razpolago.
Vzreja te izjemno inteligentne, velike muce se je začela leta 1973, ko so se Norvežani odločili za programirano parjenje muce Pippe z mačkonom gospe Else Nylund, Pan's Trulsom.  Leta 1975 se je skupina prvih vzrediteljev združila in ustanovila prvi krožek, Norsk Skogkattring, za programirano vzrejo pasme.  Končno so  Norvežani leta 1977 predstavili na nazstavi mačk v  Oslu 150  mačk katere so imele tri rodovniške generacije.  Mednarodna Felinološka Organizacija  FIFé (Fédération Internationale Féline) je ob tej priložnosti poslala mednarodnega sodnika, da bi registriral in sporočal o fenotipu  te nove pasme. Novembra istega leta je FIFé priznala  na generalnem sestanku, ki je potekal v Parizu Pan's Trulsa, kot prvega predstavnika Norveške gozdne mačke.

## Telesne značilnosti
Telo Norveške gozdne mačke  je  močno in  mišičasto.  Odrasli samci tehtajo od 6 do 8 kg, samice pa od 4 do 6 kg. Njene zadnje tačice so nekoliko višje od  sprednjih.  Izjemno močni kremplji omogočajo spretno plezanje po drevesih. Glava Norvežanke je v obliki enakostraničnega trikotnika. Muca ima  močno brado in dolg raven grški  profil. Čelo je visoko, nekoliko zaokroženo. Ušesa so velika, zunanja stranica trikotnika (glave) se nadaljuje z zunanjo stranico ušesa. Na vrhu  ušes so razviti čopki. Ušesa so obrnjena nekoliko v naprej. Oči so izrazite, velike, v  obliki mandeljna, diagonalno postavljene. Kožuh Norveške gozdne mačke je srednje dolžine. Značilna sta njegova vodotesna površina in gosta, topla  poddlaka. Ta  izredna vrsta kožuha jo ščiti pred mrzlo severno zimo. Rep je dolg  in košat. Okoli vratu se ji oblikuje dolga ovratnica in na  zadnjih  tačkah  se v zimskih mesecih pojavijo lepe vrečaste hlače.
Priznane  barve norveške gozdne mačke so: bela, črna, rdeča, krem, modra, srebrna, zlata, dim, želvovinasta, z različnimi tigrastimi vzorci in kombinacije z belo. Barva oči se mora ujemati z barvo kožuha. Nekatere muce lahko imajo oči dveh različnih barv.
Njen značaj je prijazen in živahen. Zelo rada se igra. Zaradi teh lastnosti z lahkoto živi v stanovanju. Naveže se na gospodarja in mu sledi. Ljubi  otroke in če je v družini tudi kuža,  se tudi z njim rada igra. Poskrbeti je le treba, le ima na voljo dovolj igrač ter plezalnih in praskalnih površin. Njenega srednjedolgega kožuha ni treba dnevno  krtačiti. Večinoma ga povsem  dobro vzdržuje sama. Pred razstavo pa je potrebno, da jo okopamo, tako da se lahko primerno predstavlja sodnikom in občinstvu.

## Bolezni Norveške gozdne mačke
Pri Norveški gozdni mački se opažajo bolezni srca in ledvic. Prav tako lahko ta pasma mačk zboli za vsemi boleznimi, kot ostale pasme mačk.

## Zanimivosti
Norveško ime muce je Norsk Skogkatt in izvira iz norveških besed Norsk - Norveška, skog - gozd in katt  muca.
Norvežanka je edina muca ki se vrača iz drevesa z glavo navzdol. To ji omogoča  njen dolgi rep, ki nastopa kot dvokraki vzvod.